# Grand Prix Brazílie 2003
Grand Prix Brazílie XXXII Grande Premio Marlboro do Brasil
- 6. duben 2003
- Okruh Interlagos
- vypsán na 71 kol x 4,309 km = 305.909 km, avšak ukončeno po absolvování 54 kol x 4,309 km = 232,656 km
- 700. Grand Prix
- 1. vítězství Giancarla Fisichella
- 4. vítězství pro Jordan

Závod původně vypsán na 71 kol, závod ukončen po nehodě Marka Webbera a Fernanda Alonsa.

## Průběh závodu
Sobotní kvalifikaci ovládl domácí jezdec Rubens Barrichello na Ferrari, následován Davidem Coulthardem na McLarenu a Markem Webberem na Jaguaru. Následující pořadí v první osmičce: Räikkönen (McLaren), Trulli (Renault), Ralf Schumacher (Williams), Michael Schumacher Ferrari, Fisichella (Jordan).
V době začátku závodu se nad okruhem hnala velká bouřka. Prakticky po celou dobu závodu byla trať mokrá, což nahrávalo velkému množství předjížděcích manévrů, ale také bylo příčinou ještě většího množství jezdeckých chyb, po nichž některé vozy skončily v bariéře. Celkem čtyřikrát se na trati objevil safety car. Pátý výjezd byl překlasifikován červenými vlajkami a závod byl předčasně ukončen.
Do prvního kola se vyjelo za safety carem. Někteří jezdci startovali z boxů (původně 14. z kvalifikace Frentzen Sauber, 16. Firman Jordan, 17. Pizzonia Jaguar) a po prvním kole zajel do boxů dotankovat také 15. z kvalifikace Panis (Toyota). Po sedmi kolech zajel dotankovat také Fisichella a propadl se tím z 8. na 16. místo. Na konci dalšího kola zajel safety car do boxů a jezdci mohli začít závodit.
Start nejlépe zvládl Coulthard, který se v první zatáčce dostal před Barrichella. Brazilec o kolo později opět v první zatáčce ztratil další místo ve prospěch Räikkönena a na tom samém místě v dalším kole ve prospěch Montoyi. Po sérii dalších předjetí bylo na konci 10. kola pořadí následující: Räikkönen, Montoya, Coulthard, Webber, M. Schumacher, Barrichello, Alonso (Renault), Button a například Fisichella se v té době nacházel až na 18. místě. V té době již bylo jezdecké pole menší o prvního pilota, protože Heidfeld (Sauber) odstoupil pro technické problémy se vstřikováním paliva krátce po restartu. V 17. kole po akvaplaningu ve třetí zatáčce se roztočil Wilson (Minardi). I když těsně nenarazil do bariéry, zhasl mu motor a závod pro něj skončil. O minutu později se pročistil chvost startovního pole. Na konci cílové rovinky se ulomilo zavěšení pravého předního kola Jordanu Firmana, vůz se stal neovladatelným, těsně minul do první zatáčky brzdícího Fisichellu a smetl před ním jedoucího Panise. Zatímco obě auta setrvačností doputovala do bariéry, na trati zůstalo ulomené zadní křídlo z Toyoty. V době, kdy na trať vyjel safety car, bylo pořadí následující: Räikkönen, Coulthard, M. Schumacher, Montoya, Barrichello, Webber, Alonso, Button.
Pomalejší jízdy využili někteří jezdci k přezutí pneumatik a dotankování paliva. Z jezdců na prvních místech zůstal na dráze pouze Räikkönen. V době restartu na konci jedenadvacátého kola bylo pořadí následující: Räikkönen, Coulthard, M. Schumacher, Da Matta (Toyota), Barrichello, Montoya, Pizzonia (Jaguar), Frentzen (Sauber). Fisichella byl v té době na 13. pozici. Pokračovalo 16 vozů. O tři kola později se akvaplaning ve třetí zatáčce stal osudným postupně Montoyovi a tři sekundy po něm i Pizzonovi. Obě auta skončila v bariéře, přičemž Jaguar od bariéry odražený Jaguar lehce štouchl do Williamsu. Safety car tentokrát zůstal v boxech pravděpodobně kvůli tomu, že o několik minut dříve na tom samém místě jeřáb vyzvedával Minardi. O dvě kola později toho mohl litoval M. Schumacher, který průjezd touto zatáčkou také nezvládl, roztočil se a skončil vedle Jaguáru. Všichni tři jezdci vystoupili v pořádku a tentokrát safety car na trať již vyjel. Do boxů zajeli Räikkönen a Da Matta, oba dva pravděpodobně tankovali plnou nádrž až do konce závodu. Safety car na trati vydržel až do 29. kola. Závod byl restartován s následujícím pořadím: Coulthard, Barrichello, R. Schumacher, Webber, Button, Alonso, Verstappen (Minardi), Fisichella. Räikkönen klesl na deváté místo.
Dvě kola po restartu skončil Verstappen, který se také roztočil ve třetí zatáčce a zhasnutý motor mu nedovolil pokračovat v závodě a o další dvě kola později na tom samém místě do bariéry zamířil i Button (BAR). Jedná se o místo, které po prvních dvou zatáčkách (Sennova esíčka) jezdci za normálních podmínek pod téměř plným plynem akcelerují na protilehlou rovinku. Ten den se to místo stalo osudné hned šesti jezdcům (a někteří další dříve nebo později v tom místě měli na mále, nejdramtičněji z toho vypadaly hodiny Webbera ve 44. kole). Na trati se opět objevil zpomalovací vůz. Před jeho vyjetím se Räikkönen se postupně probojovával dopředu a v té době se nacházel na šestém místě. O další místo dopředu se posunul díky Webberově zastávce v boxech. Na šestém místě byl Fisichella, sedmý Trulli (Renault) a osmý Frentzen. V závodě pokračovalo pouze 11 jezdců.
Opět se začalo závodit ve 36. kole. V předjíždění pokračoval Räikkönen, který se dostal postupně před Alonsa a R. Schumachera, ale měl ztrátu deseti sekund na první dvojici. Tu tvořili těsně soupeřící Couldhard a Barrichello, u nichž se pořadí změnilo až na začátku 45. kole po mírném probrzdění Coultharda v první zatáčce. Domácí fanoušci z vedení svého oblíbence dlouho neradovali, protože hned o dvě kola později musel odstavit svůj vůz kvůli nedostatku paliva (později se ukázala chyba v palivovém senzoru, která týmu ukazovala více paliva, než v autě ve skutečnosti bylo). Ve 48. kole bylo pořadí následující: Coulthard, Räikkönen, R. Schumacher, Fisichella, Trulli, Alonso, Frentzen, Villeneuve (BAR).
Ve 49. kole zajel do boxů R. Schumacher a třetí Fisichella se postupně dotahoval druhého Räikkönena. V 50. kole byla ztráta 2,5 sekundy, o dvě kola později klesla na 1 sekundu. Coulthard měl na čele náskok 18,5s a čtvrtý Alonso ztrácel 6,5s na Fisichellu. V 52. kole zajel do boxů natankovat a vyměnit pneumatiky Coulthard a po vyjetí se zařadil za Alonsa. Od pátého místa dále jeli jezdci v pořadí: Frentzen, Trulli, Villeneuve, Webber, R. Schumacher, Da Matta. V té době některé části tratě usychaly, zatímco jinde zůstávala voda. Pár okamžiků po sobě se událo několik věcí. Na jednom z mokrých míst na hranici druhého a třetího sektoru to v zatáčce mírně podklouzlo Räikkönenovi, čehož Fisichella využil a dostal se tak do vedení v závodě. Za tímto místem následuje několik mírných levotočivých zatočení, které končí cílovou rovinkou a projíždí pod plným plynem. O několik sekund později se v jedné z těchto zatáček těsně před nájezdy do boxů roztočil Webber a tvrdě vrazil do bariéry. Odnesla to mimo jiné přední náprava jeho Jaguaru a obě kola skončila uprostřed vozovky. Komisaři opět na trať povolali safety car. Jezdci tuto situaci chtěli využít pro další zastávku v boxech, kam zajela vedoucí dvojice Fisichella, Räikkönen. Na třetím místě jedoucí Alonso během komunikace s týmem o další strategii přehlédl žluté vlajky a v plné rychlosti vrazil do jednoho volně ležícího kola. Následoval další velmi tvrdý střet s bariérou. Otřesený Alonso kulhajíc vystoupil z auta, na nosítkách byl naložen do sanitky a následně odvezen do nemocnice na další vyšetření. Ihned po nehodě vedení závodu změnilo safety car za červenou vlajku, což znamená pozastavení závodu, ale při odjetí více než 3/4 vypsané délky se rozhodnutí mění v ukončení závodu.

## Vítěz závodu
V garáží Jordanu se veselí a slaví, ale je Fisichella skutečně vítězem? Na základě článku 154 pravidel je v případě předčasného ukončení závodu ten, kdo jako první překročí cílovou pásku dvě kola předtím, než bylo máváno červenou vlajkou.
Na konci kola 53 projel cílovou pásku jako první Räikkönen. V kole 54 se do vedení dostal Fisichella. Když byl Fisichella v 55. kole, postupně bourali Webber a Alonso. V tom samém kole (dle vedoucího jezdce) Fisichella i Räikkönen zastavili v boxech, aby následně vyjeli za safety carem. Červenými vlajkami bylo máváno v době výjezdu obou jezdců z boxového stání. Zatímco na třetím místě Coulthard v době červených vlajek stihl dojet pouze do boxové uličky a tam musel zastavit, oba dva první piloti se stihli rozjet a za safety carem obkroužili celé kolo. Stání McLarenu se nacházelo na začátku boxové uličky a Jordanu ke konci. Cílová čára promítnutá do boxové uličky byla v místech mezi nimi. Ještě před máváním červenými vlajkami tak Fisichella vjel do 56. kola. V době odjezdu Räikkönena z boxového stání, avšak před překročením cílové čáry bylo máváno červenou vlajkou. Räikkönen tak zůstal v 55. kole. Během jízdy za zpomalovacím vozem došlo k přehřátí Jordanu a po zastavení v parc fermé se v oblasti motoru objevily plameny.
Oficiální časomíra ukazovala 55 kol. Průjezd Fisichelly do 56. kola vůbec nebyl zaznamenán. Na základě času na konci 53. kola byl za vítěze prohlášen Räikkönen, který také absolvovat předávání cen na nejvyšším stupínku.
Následoval protest Jordanu a řešení výsledků Mezinárodní automobilovou fedarací (FIA). Šetření prokázalo chybu v oficiální časomíře. 11. dubna, pět dní po závodě, FIA rozhodla platnosti výsledků ke konci 54. kola a prohlásila za vítěze Fisichellu. K neoficiální ceremonii došlo během následujícího závodního víkendu v Imole, kde si Räikkönen s Fisichellou vyměnili poháry pro vítěze a druhého jezdce.

## Výsledky
| Pozice | Jezdec                | Vůz              | Čas               |
| ------ | --------------------- | ---------------- | ----------------- |
| 1      | Giancarlo Fisichella  | Jordan EJ 13     | 1:31'17.748       |
| 2      | Kimi Räikkönen        | McLaren MP 4/17D | á 0:00:945        |
| 3      | Fernando Alonso       | Renault R 23     | á 0:06:348        |
| 4      | David Coulthard       | McLaren MP 4/17D | á 0:08:096        |
| 5      | Heinz-Harald Frentzen | Sauber C 22      | á 0:08:642        |
| 6      | Jacques Villeneuve    | BAR 005          | á 0:16:054        |
| 7      | Ralf Schumacher       | Williams FW25    | á 0:38:526        |
| 8      | Jarno Trulli          | Renault R 23     | á 0:45:927        |
| 9      | Mark Webber           | Jaguar R4        | á 1 kolo          |
| 10     | Cristiano da Matta    | Toyota TF 103    | á 1 kolo          |
| Kolo   | Odstoupili            | -                | -                 |
| 46     | Rubens Barrichello    | Ferrari F2002    | Mechanika         |
| 32     | Jenson Button         | BAR 005          | Mimo trať         |
| 30     | Jos Verstappen        | Minardi PS 03    | Mimo trať         |
| 26     | Michael Schumacher    | Ferrari F2002    | Mimo trať         |
| 24     | Juan Pablo Montoya    | Williams FW25    | Mimo trať         |
| 24     | Antonio Pizzonia      | Jaguar R4        | Mimo trať         |
| 17     | Olivier Panis         | Toyota TF 103    | Kolize s Firmanem |
| 17     | Ralph Firman          | Jordan EJ 13     | Kolize s Panisem  |
| 15     | Justin Wilson         | Minardi PS 04 B  | Mimo trať         |
| 8      | Nick Heidfeld         | Sauber C 22      | Mechanika         |

### Nejrychlejší kolo
- Rubens BARRICHELLO Ferrari 	1'22,032 – 189.102 km/h

### Vedení v závodě
- 1-8 kolo Rubens Barrichello
- 9-10 kolo David Coulthard
- 11-26 kolo Kimi Räikkönen
- 27-44 kolo David Coulthard
- 45-46 kolo Rubens Barrichello
- 47-52 kolo David Coulthard
- 53 kolo Kimi Räikkönen
- 54 kolo Giancarlo Fisichella

### Postavení na startu
- Modře – startoval z boxu

| 1. řada  | 2                    | 1                     |
|          | David Coulthard      | Rubens Barrichello    |
|          | McLaren              | Ferrari               |
|          | 1'13.818             | 1'13.807              |
| 2. řada  | 4                    | 3                     |
|          | Kimi Räikkönen       | Mark Webber           |
|          | McLaren              | Jaguar                |
|          | 1'13.866             | 1'13.851              |
| 3. řada  | 6                    | 5                     |
|          | Ralf Schumacher      | Jarno Trulli          |
|          | Williams             | Renault               |
|          | 1'14.124             | 1'13.953              |
| 4. řada  | 8                    | 7                     |
|          | Giancarlo Fisichella | Michael Schumacher    |
|          | Jordan               | Ferrari               |
|          | 1'14.191             | 1'14.130              |
| 5. řada  | 10                   | 9                     |
|          | Fernando Alonso      | Juan Pablo Montoya    |
|          | Renault              | Williams              |
|          | 1'14.384             | 1'14.223              |
| 6. řada  | 12                   | 11                    |
|          | Nick Heidfeld        | Jenson Button         |
|          | Sauber               | BAR                   |
|          | 1'14.631             | 1'14.504              |
| 7. řada  | 14                   | 13                    |
|          | Olivier Panis        | Jacques Villeneuve    |
|          | Toyota               | BAR                   |
|          | 1'14.839             | 1'14.668              |
| 8. řada  | 16                   | 15                    |
|          | Ralph Firman         | Heinz-Harald Frentzen |
|          | Jordan               | Sauber                |
|          | 1'15.240             | 1'14.839              |
| 9. řada  | 18                   | 17                    |
|          | Cristiano da Matta   | Antônio Pizzonia      |
|          | Toyota               | Jaguar                |
|          | 1'15.641             | 1'15.317              |
| 10. řada | 20                   | 19                    |
|          | Justin Wilson        | Jos Verstappen        |
|          | Minardi              | Minardi               |
|          | 1'16.586             | 1'16.542              |
| -------- | -------------------- | --------------------- |

### Zajímavosti
- Start závodu odložen pro déšť, poté závod odstartován po 8 kolech za safety carem
- Safet Car vyjel i v 20 – 22 kole kvůli havárii Firmana a Panise, dále 28-29 kole kvůli havárii Montoyi,Pizzonii a M.Schumachera a naposledy v 34 – 36 kole kvůli havárii Buttona.
- Fernando Alonso a Mark Webber startovali ve 20 GP a Jarno Trulli ve 100 GP